# Fontaine-sous-Préaux
Fontaine-sous-Préaux är en kommun i departementet Seine-Maritime i regionen Normandie i norra Frankrike. Kommunen ligger i kantonen Darnétal som tillhör arrondissementet Rouen. År 2022 hade Fontaine-sous-Préaux 562 invånare.

## Befolkningsutveckling
Antalet invånare i kommunen Fontaine-sous-Préaux
| Referens: INSEE |